# José Igual Torres
José Igual Torres fue un abogado y político de la Comunidad Valenciana, España. Licenciado en Derecho por la Universidad de Valencia y militantes de formaciones políticas vinculadas al republicanismo, ingresó en el Partido Demócrata Posibilista de Emilio Castelar, que aceptó la Restauración en la monarquía borbónica cuando se aprobó el sufragio universal y la figura del jurado. Fue elegido alcalde de Valencia entre marzo de 1901 y diciembre de 1902, sucediendo a José Montesinos Checa y siendo sustituido también por José Montesinos Checa. Fue también diputado al Congreso por el distrito electoral de Gandía en las elecciones generales de 1910 con 5764 votos.